# Центральный регион развития Румынии
Центральный регион развития Румынии (рум. Regiunea de dezvoltare Centru) — один из регионов развития Румынии. Не является административной единицей, был создан в 1998 году для лучшей координации местного развития в процессе вступления Румынии в Европейский союз.

## Состав
В состав ЦРР Румынии входят жудецы:
- Алба
- Брашов
- Ковасна
- Муреш
- Сибиу
- Харгита

## Население
По состоянию на 2004 год, в регионе проживало 2 523 021 человек. Плотность населения составила 73,99 чел./км², что меньше среднего уровня по стране (91,3 чел./км²). Румыны составляли 65,4 % от общей численности населения, венгры — 29,9 %, цыгане — 4 %.